# Mohembo West
Mohembo West – wieś w Botswanie w dystrykcie North West. Według spisu ludności z 2011 roku wieś liczyła 1770 mieszkańców.